# Nationaal Songfestival 1983
Het Nationaal Songfestival 1983 werd gehouden in het Congressgebouw in Den Haag. Het werd gepresenteerd door Ivo Niehe. Het winnende lied was Sing me a song met als winnende artiest Bernadette. Ze won met 1 punt voorsprong van de populaire groep Vulcano.
| Startplaats | Artiest    | Lied                 | Punten | Plaats |
| ----------- | ---------- | -------------------- | ------ | ------ |
| 1           | Mystique   | "Rendez-vous"        | 25     | 8      |
| 2           | Vulcano    | "Met jou d'rbij"     | 27     | 5      |
| 3           | Bernadette | "Soms"               | 26     | 6=     |
| 4           | Deuce      | "Computer Games"     | 26     | 6=     |
| 5           | Music Hall | "Stop die show"      | 54     | 3      |
| 6           | Mystique   | "Op zo'n dag"        | 8      | 10     |
| 7           | Bernadette | "Sing me a song"     | 69     | 1      |
| 8           | Vulcano    | "Een beetje van dit" | 68     | 2      |
| 9           | Deuce      | "Stopwatch"          | 20     | 9      |
| 10          | Music Hall | "Voulez-vous danser" | 37     | 4      |

1956 · 1957 · 1958 · 1959 · 1960 · 1961 · 1962 · 1963 · 1964 · 1965 · 1966 · 1967 · 1968 · 1969 · 1970 · 1971 · 1972 · 1973 · 1974 · 1975 · 1976 · 1977 · 1978 · 1979 · 1980 · 1981 · 1982 · 1983 · 1984 · 1986 · 1987 · 1988 · 1989 · 1990 · 1992 · 1993 · 1994 · 1996 · 1997 · 1998 · 1999 · 2000 · 2001 · 2003 · 2004 · 2005 · 2006 · 2007 · 2008 · 2009 · 2010 · 2011 · 2012